# شهرستان مارین (کالیفرنیا)
شهرستان مارین شهرستانی در ایالت کالیفرنیا در آمریکا می‌باشد که در شمال منطقه خلیج سانفرانسیسکو در راستای پل گلدن گیت در سانفرانسیسکو واقع شده‌است. مطابق با سرشماری سال ۲۰۰۰ جمعیت این شهرستان برابر با ۲۴۷٬۲۸۹ نفر می‌باشد. بخشداری آن سان رافائل و بزرگ‌ترین کارفرما در این شهرستان دولت آن می‌باشد. شهرستان مارین به علت داشتن جاذبه‌های طبیعی، سیاست‌های آزاد و ثروت فراوانش معروف می‌باشد. مطابق با سرشماری سال ۲۰۰۰ این شهرستان بیشترین درآمد سرانه را با ۴۴٬۹۶۲ دلار در آمریکا دارد.
ساختمان مرکز مردمی شهرستان مارین، اثر مشهور فرانک لوید رایت نیز در اینجا قرار دارد.